# Богухвала (гміна)
Гміна Богухвала (пол. Gmina Boguchwała) — місько-сільська гміна у східній Польщі. Належить до Ряшівського повіту Підкарпатського воєводства.
Станом на 31 грудня 2011 у гміні проживало 19104 особи.

## Територія
Згідно з даними за 2007 рік площа гміни становила 96.19 км², у тому числі:
- орні землі: 81.00%
- ліси: 11.00%

Таким чином, площа гміни становить 7.89% площі повіту.

## Населення
Станом на 31 грудня 2011:
| Опис     | Загалом | Загалом | Чоловіки | Чоловіки | Жінки | Жінки |
| -------- | ------- | ------- | -------- | -------- | ----- | ----- |
| одиниця  | осіб    | %       | осіб     | %        | осіб  | %     |
| все      | 19104   | 100     | 9310     | 48.73    | 9794  | 51.27 |
| міське   | 5800    | 100     | 2772     | 47.79    | 3028  | 52.21 |
| сільське | 13304   | 100     | 6538     | 49.14    | 6766  | 50.86 |

## Сусідні гміни
Гміна Богухвала межує з такими гмінами: Івежице, Любеня, Свільча, Тичин, Чудець.